# Злодика (Јаши)
Злодика (рум. Zlodica) насеље је у Румунији у округу Јаши у општини Чепленица. Oпштина се налази на надморској висини од 141 m.

## Становништво
Према подацима из 2002. године у насељу је живело 350 становника, од којих су сви румунске националности.